# Candeias do Jamari
Candeias do Jamari est une municipalité brésilienne située dans l'État du Rondônia.